# Pattharkot
Pattharkot (nepalski: पत्थरकोट) – gaun wikas samiti w środkowej części Nepalu w strefie Dźanakpur w dystrykcie Sarlahi. Według nepalskiego spisu powszechnego z 2001 roku liczył on 1208 gospodarstw domowych i 6915 mieszkańców (3412 kobiet i 3503 mężczyzn).